# Земляные тимелии (род)
Земляные тимелии (лат. Pellorneum) — род воробьиных птиц из одноимённого семейства (Pellorneidae).

## Классификация
Международный союз орнитологов относит к роду 18 видов:
- Pellorneum albiventre (Godwin-Austen, 1877) — Белобрюхая земляная тимелия
- Pellorneum bicolor (Lesson, RP, 1839)
- Pellorneum buettikoferi (Vorderman, 1892)
- Pellorneum capistratoides (Strickland, 1849)
- Pellorneum capistratum (Temminck, 1823) — Черношапочная земляная тимелия
- Pellorneum celebense (Strickland, 1849)
- Pellorneum cinereiceps (Tweeddale, 1878)
- Pellorneum fuscocapillus (Blyth, 1849) — Бурошапочная земляная тимелия
- Pellorneum macropterum (Salvadori, 1868)
- Pellorneum malaccense (Hartlaub, 1844)
- Pellorneum nigrocapitatum (Eyton, 1839)
- Pellorneum palustre Gould, 1872 — Болотная земляная тимелия
- Pellorneum poliogene (Strickland, 1849)
- Pellorneum pyrrogenys (Temminck, 1827) [syn. Trichastoma pyrrogenys] — Рыжещёкая мышиная тимелия
- Pellorneum rostratum (Blyth, 1842)
- Pellorneum ruficeps Swainson, 1832 — Пятнистогрудая земляная тимелия
- Pellorneum saturatum (Robinson & Kloss, 1920)
- Pellorneum tickelli Blyth, 1859 [syn. Trichastoma tickelli] — Рыжегрудая мышиная тимелия